# Falster
Falster est une île danoise peuplée de 43 398 habitants (2010). Cette île plate est située au sud de l'île de Seeland. Sa superficie est de 514 km2. Elle est baignée à l'ouest par le Guldborgsund, au nord par le détroit de Storstrøm, et à l'est par la mer Baltique. Elle appartient à l'aire maritime intitulée Cattégat, Øresund et Belts. Ces derniers comprennent le Grand Belt, le Petit Belt et le Langenlandsbelt.
Elle est située à l'est de l'île Lolland et à l'ouest de l'île de Møn, située en mer Baltique.
L'île est traversée par l'un des plus grands axes autoroutiers de Scandinavie, la route européenne E47 de Hambourg à Copenhague. Depuis la construction du pont de l'Øresund, les marchandises et les personnes peuvent passer de Suède au Danemark sans emprunter de moyen de transport maritime. Falster se trouve dans la continuité de ce trafic vers la Baltique allemande (Rostock, Kiel, Lübeck). 
Peu habitée, elle accueille cependant l'été un grand nombre de touristes qui viennent profiter de la longue plage de sa côte orientale et de son climat très doux malgré le vent. Comme Lolland, Falster est également une étape pour les oiseaux migrateurs.

## Transport
Falster a une autoroute et plusieurs routes reliant ses villes et villages. 
Falster est reliée à la grande île de Seeland au nord via le pont de Farø, qui fait partie de la route E47. Ce pont dessert également la petite île de Farø, par laquelle on peut rejoindre l'île plus orientale de Møn. Falster est également reliée à Seeland via les ponts de Storstrøm et de Masnedsund, qui passent par l'île de Masnedø.
Au sud-ouest, la route E47 relie Falster à l'île de Lolland via un tunnel sous de détroit de Guldborgsund. Deux autres ponts font le lien jusqu'à Lolland : le pont de Guldborgsund, au nord du détroit, et le pont Frédéric IX, à Nykøbing Falster.
La gare de Nykøbing Falster est gérée par les Danske StatsBaner (DSB), les chemins de fer danois. Il y a régulièrement des trains vers Copenhague via Ringsted.  La compagnie Lokaltog gère également une ligne régionale jusqu'à Nakskov. Les trains internationaux entre Copenhague et Hambourg (via le ferry ferroviaire entre Rødby, sur Lolland, et Puttgarden, sur l'île allemande de Fehmarn) desservent également la gare. Le train emprunte le pont Frédéric IX en direction de Lolland et les ponts de Storstrøm et de Masnedsund vers Seeland.
Un service régulier de bus relie également Nykøbing aux autres villes et villages de l'île ainsi qu'à Lolland, Møn et Seeland.

## Villes principales
- Nykøbing
- Gedser